# Вільям Регсдейл
Вільям Регсдейл (нар. 19 січня 1961) — американський актор, відомий за ролями підлітка-вбивці вампірів Чарлі Брюстера у фільмі жахів «Ніч жаху» (1985) та Германа Брукса в телесеріалі «Германова голова» (1991—1994).

## Біографічні відомості
Регсдейл народився 19 січня 1961 року в Ель-Дорадо, штат Арканзас, і навчався в коледжі Хендрікса, де грав у виставах разом з Наталі Канердей.
Він привернув увагу як молодий герой фільмів «Ніч страху» та «Ніч страху 2», а також на сцені п'єс Ніла Саймона «Мемуари Брайтон-Біч» і «Білоксі Блюз», двох із трьох частин трилогії Саймона, яка закінчується «Бродвейською перешкодою» . Регсдейл знявся також у романтичній комедії «Манекен другий: у русі» (1991).
Актор мав спершу спорадичну кар'єру на телебаченні в прайм-тайм. Три роки знімався в серіалі «Германова голова», також мав коротку повторювану роль у телесеріалі «Справедлива Емі», зіграв телевізійного продюсера у серіалі Grosse Pointe, який тривав один сезон.
Його взяли на роль у пілотному фільмі «Усі жінки — відьми», але він відмовився з'явитися в короткостроковій комедії ситуацій «Хранитель брата» . Натомість з'явився в серіалі Еллен як бойфренд Еллен Морган (яку грає Еллен Дедженерес) до того, як її героїня виявила свою гомосексуальність. Окрім того, у нього були гостьові ролі на телебаченні, включно з чотирма епізодами серіалу «Менше ніж ідеально», а також ролі в невеликих повнометражних фільмах.
Грав роль Гері Гокінса в 12 епізодах телесеріалу «Виправдані» з березня 2010 року по березень 2012 року, протягом перших трьох сезонів серіалу. У 2014 році зіграв Кріса Сміта в рімейку фільму «Залишені».
У 2017 році з'явився в ролі преподобного Тодда в небродвейській виставі «Людина з Небраски» в Театрі Другої сцени.